# 馬其頓鬥爭
马其顿斗争是1893年至1912年期間希腊人、塞爾維亞人、阿爾巴尼亞人和保加利亚人為爭奪奧斯曼帝國馬其頓地區而爆發的衝突。後來希腊人和保加利亚人逐渐占据上风。此外希臘人和保加利亞人還互相屠殺對方。青年土耳其党人革命後，奧斯曼帝國當局承诺尊重所有民族和宗教，此後馬其頓鬥爭基本消弭。